# Bělehradská autobusová stanice
Bělehradská autobusová stanice (srbsky Београдска аутобуска станица), zkr. BAS/БАС je hlavní autobusové nádraží pro metropoli Srbska, Bělehrad. Nachází se v místní části Nový Bělehrad (srbsky Novi Beograd) na adrese Antifašističke borbe 46. Hned v bezprostřední blízkosti se nachází železniční stanice Novi Beograd a dálnice směrem na Záhřeb a Novi Sad. Spadá do bloku 42.

## Historie
Do 60. let 20. století se ve městě nacházelo více stanovišť, odkud byly vypravovány autobusy do různých částí Srbska i Jugoslávie. V té době vznikla myšlenka zbudování moderního nádraží.
Původní hlavní autobusová stanice v Bělěhradu vznikla v blízkosti hlavního nádraží. Tvořena byla autobusovými garážemi a dvěma terminály (nástupní a výstupní). Byla dokončena dne 3. března 1966. Několikrát byla modernizována; první nádraží vzniklo za 4 měsíce. Mělo 65 nástupišť a vypravovány odsud byly spoje do 17 zemí. Denně zde okolo 700 autobusů odvezlo na 10 tisíc cestujících.
V roce 2017 oznámila vládnoucí Srbská pokroková strana projekt přemístění nádraží, který měl být realizován do dvou let. Vzhledem k častým prodlevám se nakonec přesun nádraží uskutečnil až později.
Stanice byla v souvislosti s výstavbou projektu Beograd na vodi přesunuta ze svého původního umístění při parku Bristol a ulici Karđorđeva v centru Bělehradu na ulici Savamala. Objekt má 12 příjezdových a 53 odjezdových nástupišť . Nové nádraží bylo dáno do užívání dne 27. září 2024. Jedná se nicméně o dočasnou autobusovou stanici, předpoklad jejího dokončení do finální podoby je stanoven na rok 2027. První autobus byl vypraven dne 29. září 2024 ve 3:50 do Subotici.
Do budoucna se předpokládá i přestavba, resp. rozšíření nedalekého nádraží, čímž by vznikl multimodální dopravní terminál.